# دیبل ۱۵۲۷۶
سیارک ۱۵۲۷۶ (به انگلیسی: 15276 Diebel، نامگذاری:1991GA10) پانزده هزار و دویست و هفتاد و ششمین سیارک کشف شده‌است که در ۱۴ آوریل ۱۹۹۱ کشف شد.
قدر مطلق سیارک برابر ۱۲٫۳۰ است.